# مردمان کوریاک
مردمان کوریاک مردمان بومی خاور دور روسیه هستند که در شبه‌جزیره کامچاتکا در سرزمین کامچاتکا و همچنین اطراف دریای برینگ زندگی می‌کنند. آنان از نظر فرهنگی به مردمان چوکچی که در شمال شرق سیبری زندگی می‌کند شباهت دارند.